# Arthur Range (Australien)
Die Arthur Range ist ein Gebirgszug im Südwesten des australischen Bundesstaates Tasmanien und ein Teil der Great Dividing Range. Das Gebirge liegt südlich des Lake Pedder im Southwest-Nationalpark und wird in zwei Teile, die Western Arthurs und die Eastern Arthurs, eingeteilt. Beide Teile sind besonders im Sommer bei Wanderern sehr beliebt.

## Geschichte
Das Gebirge wurde von George Augustus Robinson benannt, als er im März 1830 den Mount Frederick (heute Mount Hayes) bestieg.

## Geologie
Die Arthur Range besteht hauptsächlich aus Quarzit und zeigt Spuren früherer Vergletscherung, wie Moränen und Hochtäler.

## Flora und Fauna
Ein Großteil der Arthur Range und seiner Umgebung ist mit Riedgras (Mesomelaena sphaerocephala) bewachsen. Auf den übrigen Flächen breiten sich Eukalyptuswälder aus.
Am häufigsten von allen Tieren kommen Vögel vor (z. B. der Gelbohr-Rabenkakadu). Auf trockeneren Standorten findet man auch Filander.

## Klima
Das Klima in der Arthur Range ist sehr wechselhaft. Wettervorhersagen sind kaum brauchbar, weil es häufig am selben Tag Sonne, Starkregen, Wolken, Starkwind und sogar Schneefall gibt. Die höchsten Gipfel ist als alpin oder subalpin klassifiziert. Im Winter sind alle Gipfel schneebedeckt, aber es gibt auch häufig im Sommer starke Schneefälle, wenn auch der Schnee dann nicht liegen bleibt. Das Klima wird im Wesentlichen durch den Wind bestimmt. Die Temperaturen können sehr schnell von sehr warm bei Winden aus dem Norden Tasmaniens auf sehr kalt bei Winden vom Südpolarmeer oder der Antarktis wechseln.

## Wanderungen
Wie auch in anderen Teilen des Südwestens Tasmaniens sind die Wanderwege oft sehr schlammig, manchmal mehr als knöcheltief. Auch in den höheren Regionen hat man noch mit diesem Schlamm zu kämpfen, es sei denn, nackter Fels tritt zu Tage.
Ein weiteres Problem ist das in Tasmanien häufige Auftreten von Phytophtora (Wurzelfäule). Um eine weitere Ausbreitung zu verhindern, sollte man auf den angelegten Wegen bleiben. Zusätzlich wird gebeten, in der Mitte der Wege zu gehen, auch wenn diese schlammig ist, damit die Pflanzen am Wegesrand nicht zertrampelt werden.
Wanderer sollten sich auf wechselnde Wetterverhältnisse vorbereiten und stets Nahrung für zusätzliche 1–2 Tage dabei haben.

## Western Arthurs
Die Western Arthurs erstrecken sich in Nordwest-Südost-Richtung vom Mount Hesperus bis zum West Portal. Dieser Teil des Gebirges wurde Anfang der 1960er-Jahre zum ersten Mal durchquert.
Die Western Arthurs sind am besten vom Zeltplatz am Scotts Peak Dam  über den ersten Abschnitt des Port Davey Track zu erreichen.

Die Western Arthurs sind links im Bild

### Seen
Die Western Arthurs sind mit vielen Seen gespickt, die von den Gletschern der Eiszeit geschaffen wurden. Dies sind z. B.:
- Lake Oberon (): Dort gibt es auch Zeltmöglichkeiten.
- Lake Cygnus (): ebenfalls Zeltmöglichkeiten
- Lake Ceres ()
- Square Lake ()
- Lake Fortuna ()

## Eastern Arthurs

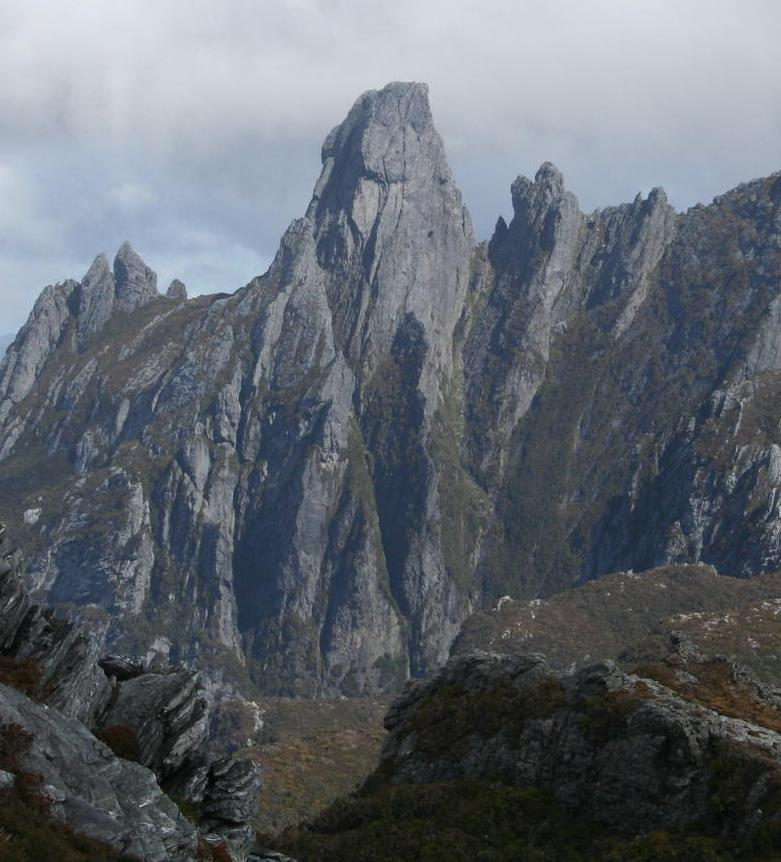
Federation Peak in den Eastern Arthurs

Die Eastern Arthurs erstrecken sich in Nord-Süd-Richtung vom östlichen Ende der Western Arthurs aus. Zu ihnen gehört auch der höchste Gipfel des Gebirges, die steile Felsnadel des Federation Peak. Dieser Teil des Gebirges wurde erstmals im Dezember 1947 von einer Gruppe des Hobart Walking Club durchquert.